# واد تاوریره
واد تاوریره (به عربی: واد تاوريرة) یک شهرداری در الجزایر است که در استان سیدی بلعباس واقع شده‌است.